# 半原越

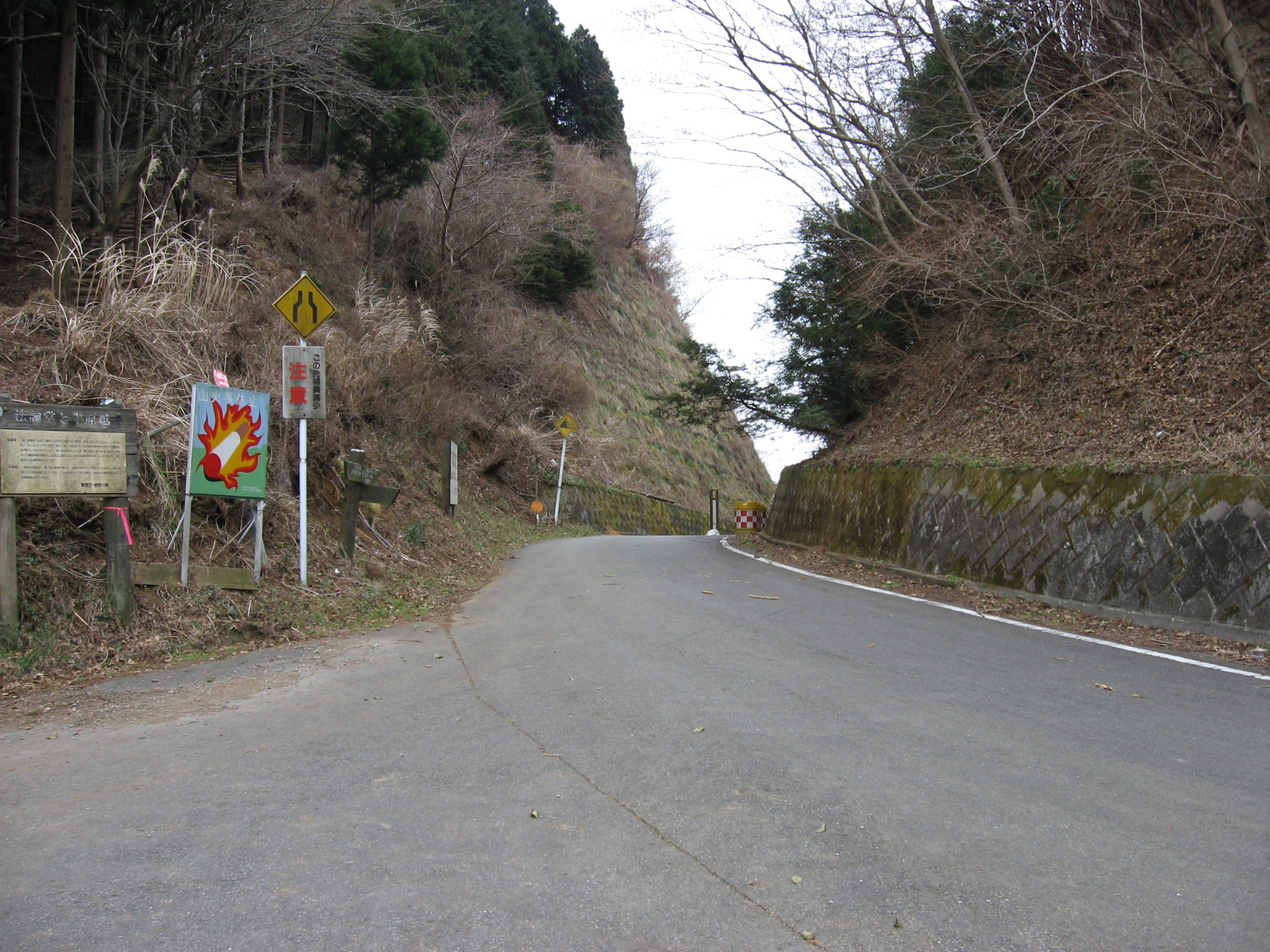
半原越 (愛川町側から撮影)

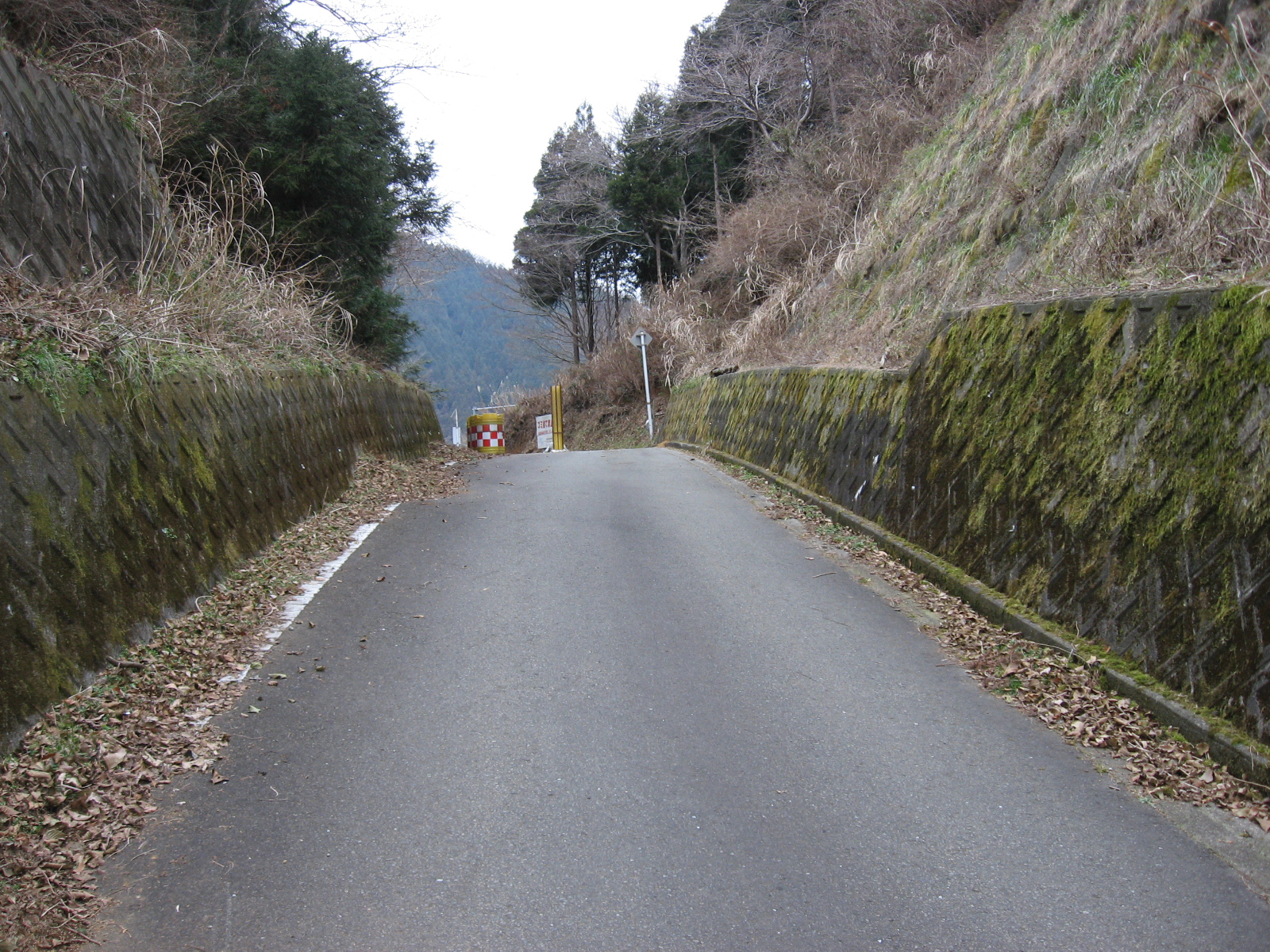
半原越 (清川村側から撮影)

半原越（はんばらごえ）は、神奈川県愛甲郡愛川町と同郡清川村の境界線上にある海抜488mの峠である。
法論堂林道（おろんどりんどう）と南山林道（みなみやまりんどう）の境目にある峠で、両林道とも幅員約4mで全面舗装されており一般車両の進入が途中まで可能であるが、法論堂林道の峠前に規制区域があるためリッチランドから200mほどで一般車両は規制される。なお、林道では所々落石が発生しているので注意が必要。
経ヶ岳や仏果山の登山口が峠にある。峠から経ヶ岳までは約30分、仏果山までは約1時間30分で着く。

## アクセス
愛川町側（南山林道）から
厚木方面から国道412号線を北上し、半原隧道（はんばらずいどう）を抜けた後にある無名交差点を左折。約1km先にある塚原橋（最初にある陸橋）を渡り、すぐに横の小道へ左折する。100m程進むと分岐点（2番目の画像）があるので、そこを左折する。道なりに数km進むと半原越に着く。

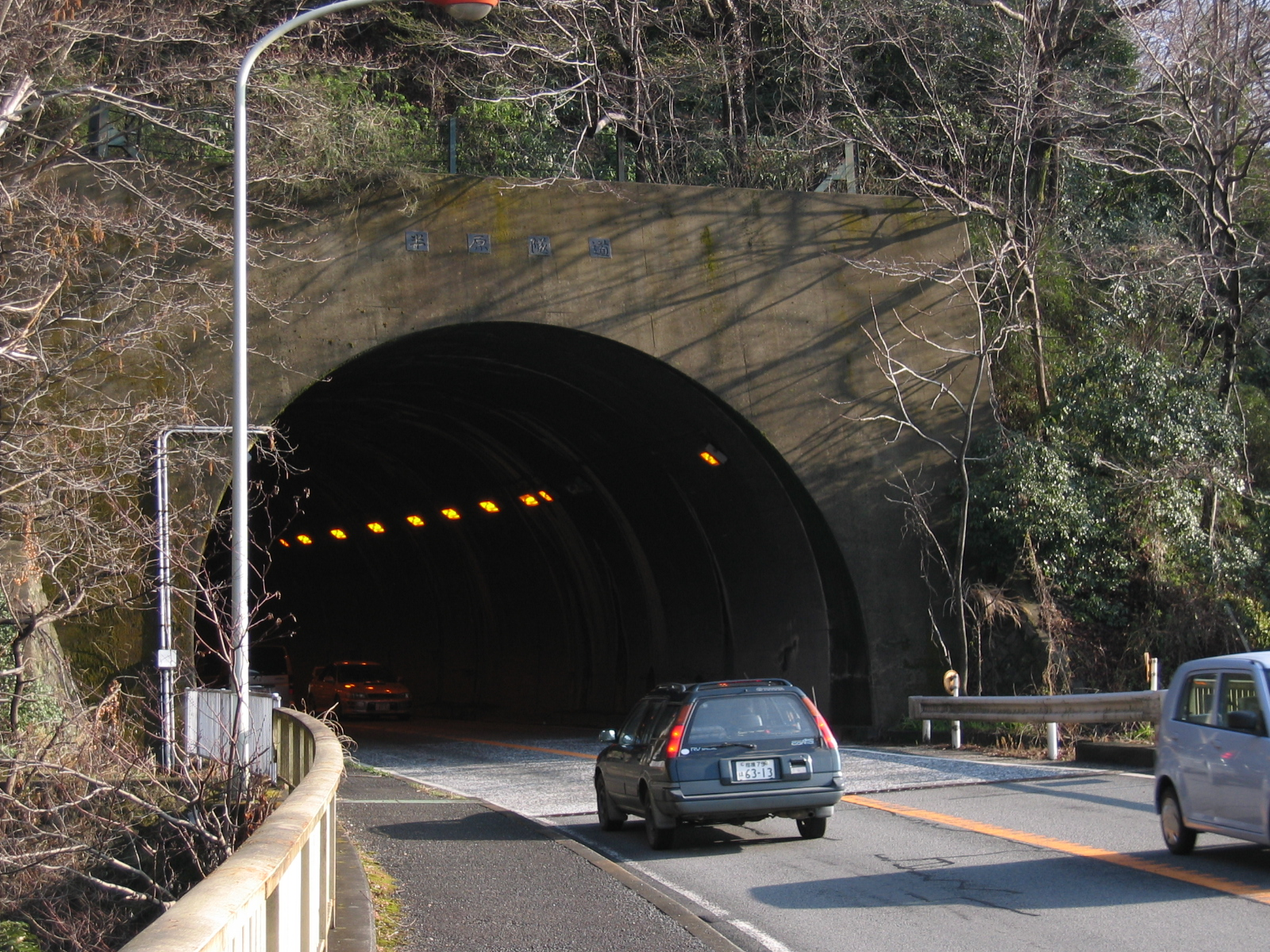
国道412号線の半原隧道。
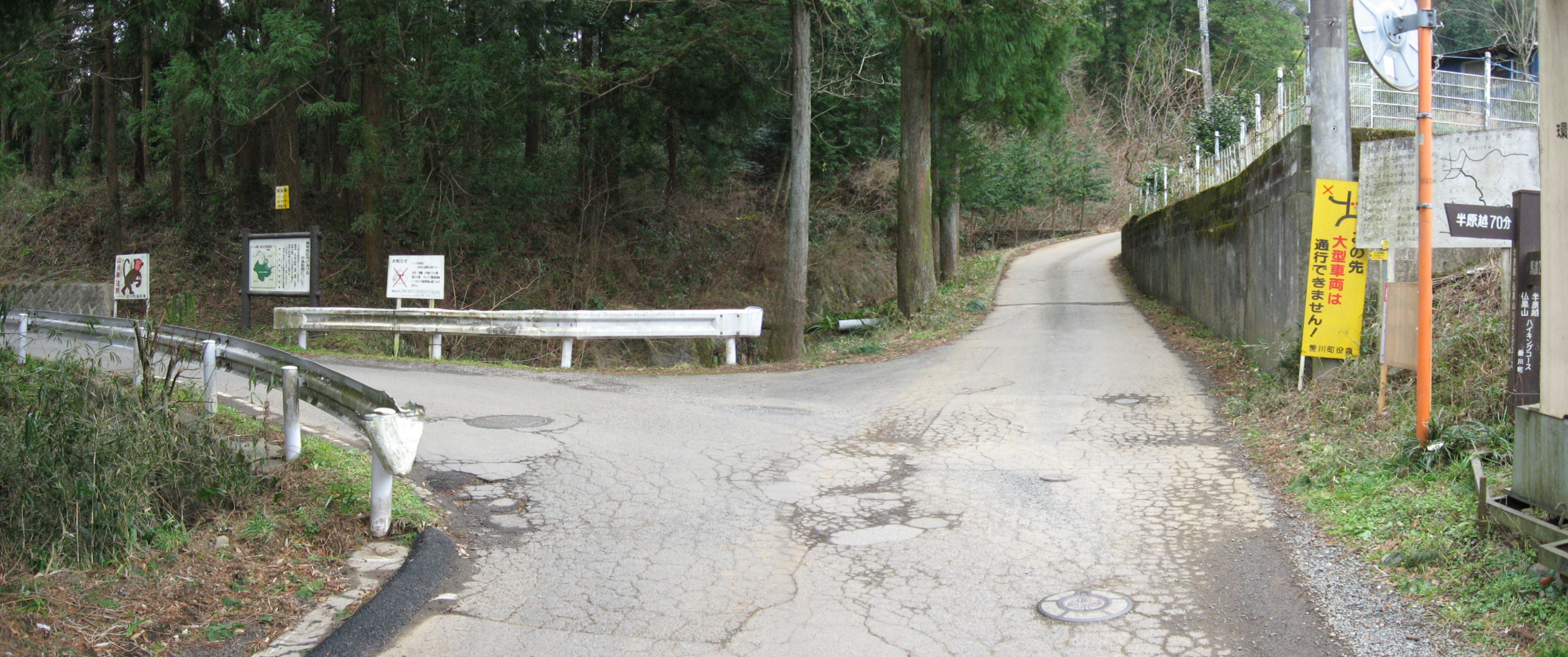
塚原橋から曲がって100m程進んだ所の分岐点。ここを左へ。

清川村側（法論堂林道）から
厚木方面から県道64号線を進み、清川村役場（茶色の建物）から約1km先の「坂尻」バス停横の小道へ右折する。100m程進んだ所の分岐点を左折し、数km進むと半原越に至る。

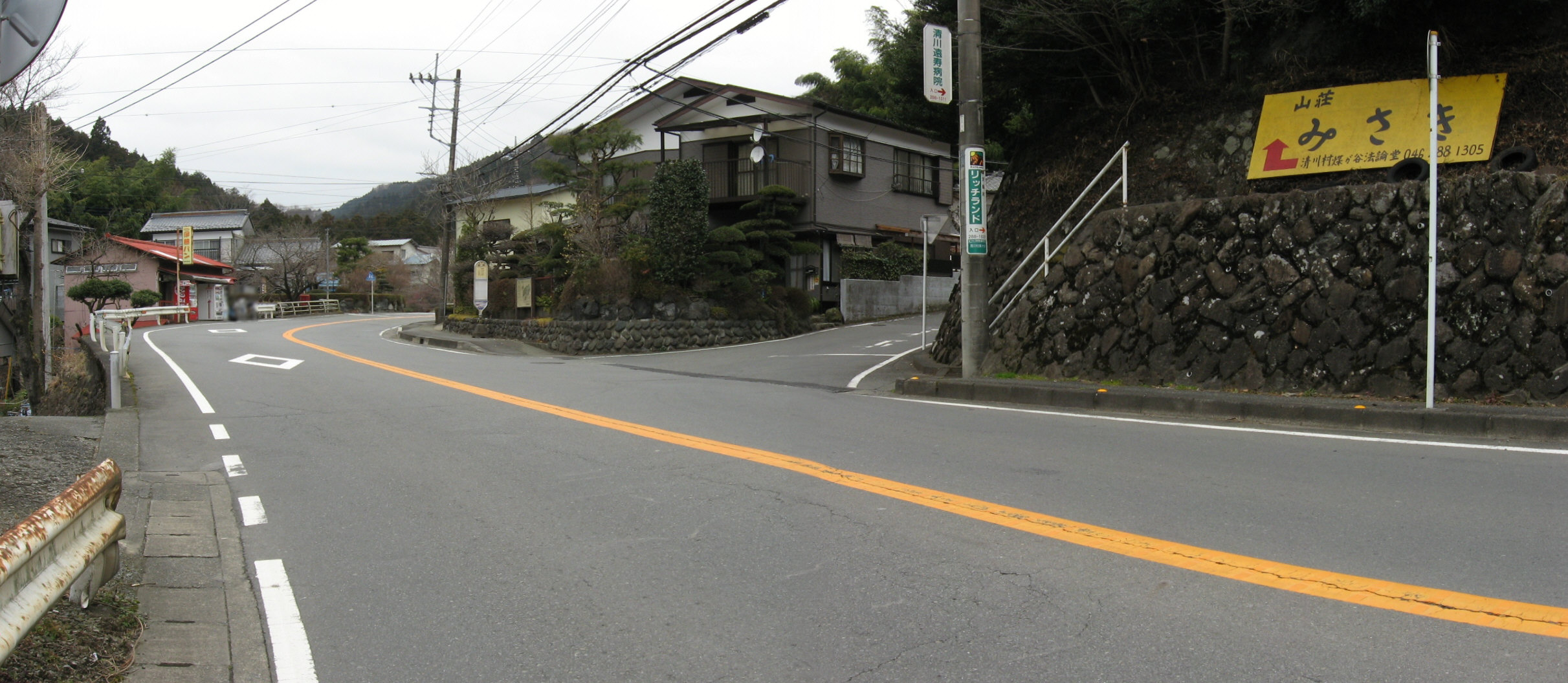
県道64号線の坂尻バス停付近。ここから中央の小道へ右折する。
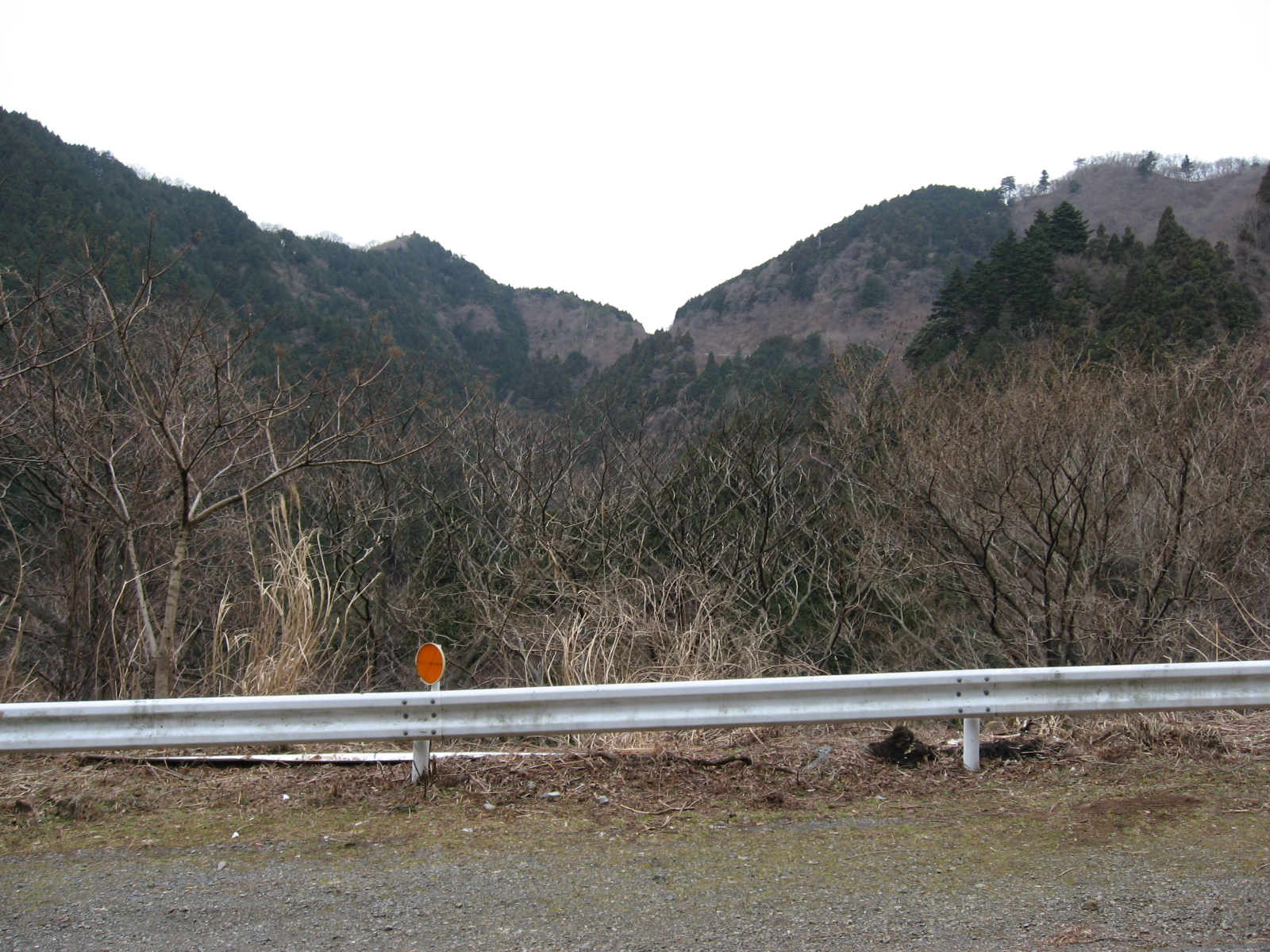
法論堂林道の途中から見た半原越。（中央の鞍部が半原越）

## 峠の名の由来
昭和初期まで煤ヶ谷は養蚕が盛んで、糸の町として当時栄えていた半原へ、繭を背負いながらこの峠を越えたことからこの名が付いたと言われている。